# Perak
Perak – stan Malezji, na Półwyspie Malajskim, graniczy z Tajlandią. Powierzchnia 21 005 km², zamieszkany przez 2 030 000 ludzi. Stolicą stanu jest Ipoh.
W północnej części stanu Perak znajduje się dolina Lenggong, której dziedzictwo archeologiczne zostało w 2012 roku wpisane na listę światowego dziedzictwa UNESCO.

## Historia
Sułtanat powstał w 1511 r. po rozpadzie Malakki. W latach 1876–1963 był pod panowaniem brytyjskim, obecnie stanowi część Malezji.
Dzieli się na dystrykty:
- Kinta
- Larut-Matang
- Hilir Perak
- Manjung
- Batang Padang
- Kerian
- Kuala Kangsar
- Hulu Perak
- Perak Tengah
- Selama